# Providence (Utah)
Providence é uma cidade localizada no estado norte-americano de Utah, no Condado de Cache.

## Demografia
Segundo o censo norte-americano de 2000, a sua população era de 4377 habitantes.
Em 2006, foi estimada uma população de 5540, um aumento de 1163 (26.6%).

## Geografia
De acordo com o United States Census Bureau tem uma área de
7,3 km², dos quais 7,3 km² cobertos por terra e 0,0 km² cobertos por água.

## Localidades na vizinhança
O diagrama seguinte representa as localidades num raio de 8 km ao redor de Providence.